# Neriene angulifera
Neriene angulifera là một loài nhện trong họ Linyphiidae.
Loài này thuộc chi Neriene. Neriene angulifera được Ehrenfried Schenkel-Haas miêu tả năm 1953.